# Torbeno de Lacon-Zori
Torbeno de Lacon-Zori (...–1120) fue juez del Arborea de 1100 a 1120.
Hijo mayor y sucesor de Orzoco I, su madre era Nivata (o Nibatta o Nivatora). Torbeno se casó con Anna de Lacon. Era hermano de Orzoco II, el cual luego le sucedió. 
Torbeno, junto a su hijo, firmó una carta en la cual permitía a su madre Nivata disponer de los castillos de Nuraghe Nigellu y Massone de Capras, que le estaba haciendo construir según sus deseos. Le donó al Sacro Imperio Romano, con las condiciones que Torbeno permaneciese como usufructuario perpetuo. Según otra carta, en la cual se nombraba Torbeno "de Lacon" y su mujer "de Zori," compró un caballo rojo de Constantino "Dorrubu" (de Orrubu) con un coste de algunos esclavos y alguna tierra en la vecindad de Nuraghe Nigello, lo que implica que quizás Constantino poseyera esos lugares gracias a Nivata. Algunos consideran que esta carta haya sido poseída por otro Torbeno que fuese juez de Arborea más o menos en el mismo periodo, otros consideran que Orzoco I fuese llamado también Torbeno.
La carta de Torbeno está firmada por los administradores de Oristán, Valenza, Milis, Fortoriani (Fordongianos) y Usellus. El administrador de Valenza era Comita apartemente de la poderosa familia de los Lacon con la cual Torbeno se ligó por medio de su matrimonio. Esta familia era la más poderosa de Cerdeña en aquel periodo.